# Mary Frizzel
Mary Frizzel, född 27 januari 1913 i Nanaimo i British Columbia, död 12 oktober 1972 i North Vancouver, var en kanadensisk friidrottare.
Frizzel blev olympisk silvermedaljör på 4 x 100 meter vid sommarspelen 1932 i Los Angeles.